# 1938 en ski alpin
Chronologie du ski alpin
1937 en ski alpin - 1938 en ski alpin - 1939 en ski alpin
Les faits marquants de l'année 1938 en ski alpin

## Événements

### Janvier
- 15-16 janvier : Huitième édition de la Lauberhorn sur le site de Wengen en Suisse. Côté masculin, le Suisse Heinz von Allmen conserve son titre en descente et gagne le combiné, et l'Allemand Rudi Cranz remporte le slalom.

### Mars
- 5-6 mars : Huitième édition des Championnats du monde de ski alpin sur le site d'Engelberg en Suisse. Côté masculin, le Français James Couttet remporte la descente, le Suisse Rudolf Rominger le slalom et le Français Émile Allais le combiné. Côté féminin, l'Allemande Lisa Resch remporte la descente et sa compatriote Christl Cranz réalise le doublé slalom-combiné.